# Ablabera similata
Ablabera similata is een keversoort uit de familie bladsprietkevers (Scarabaeidae). De wetenschappelijke naam van de soort werd voor het eerst geldig gepubliceerd in 1855 door Hermann Burmeister.